# Daiana Mureșan
Daiana-Giorgiana Mureșan (ur. 6 lipca 1990 w Năsăud) – rumuńska siatkarka, grająca na pozycji przyjmującej lub atakującej. Reprezentantka Rumunii (ponad 60 występów w kadrze narodowej). Od stycznia 2018 roku występuje w drużynie Bandung BJB Pakuan.
Przed sezonem 2010/2011 podpisała dwuletnią umowę z klubem AZS Białystok, ale po zakończeniu sezonu 2010/11 rozwiązała kontrakt za porozumieniem stron. Następne cztery sezony spędziła w drużynach ligi włoskiej. W sezonie 2015/16 występowała w drużynie Budowlanych Łódź.

## Sukcesy klubowe
Puchar Rumunii:
- 2009
- 2010

Mistrzostwo Rumunii:
- 2008, 2009, 2010

Akademickie Mistrzostwo Polski:
- 2010